# Église de la Transfiguration de Stubal
Pour les articles homonymes, voir Église de la Transfiguration.
L'église de la Transfiguration de Stubal (en serbe cyrillique : Црква Св. Преображења у Стублу ; en serbe latin : ) est une église orthodoxe serbe située à Stubal, dans la municipalité de Vladičin Han et dans le district de Pčinja, en Serbie. Elle est inscrite sur la liste des monuments culturels protégés de la république de Serbie (no SK 947),. 
L'église est également connue sous les noms de Bela crkva (l'Église blanche) et de Markova crkva (l'église de Marko).

## Présentation

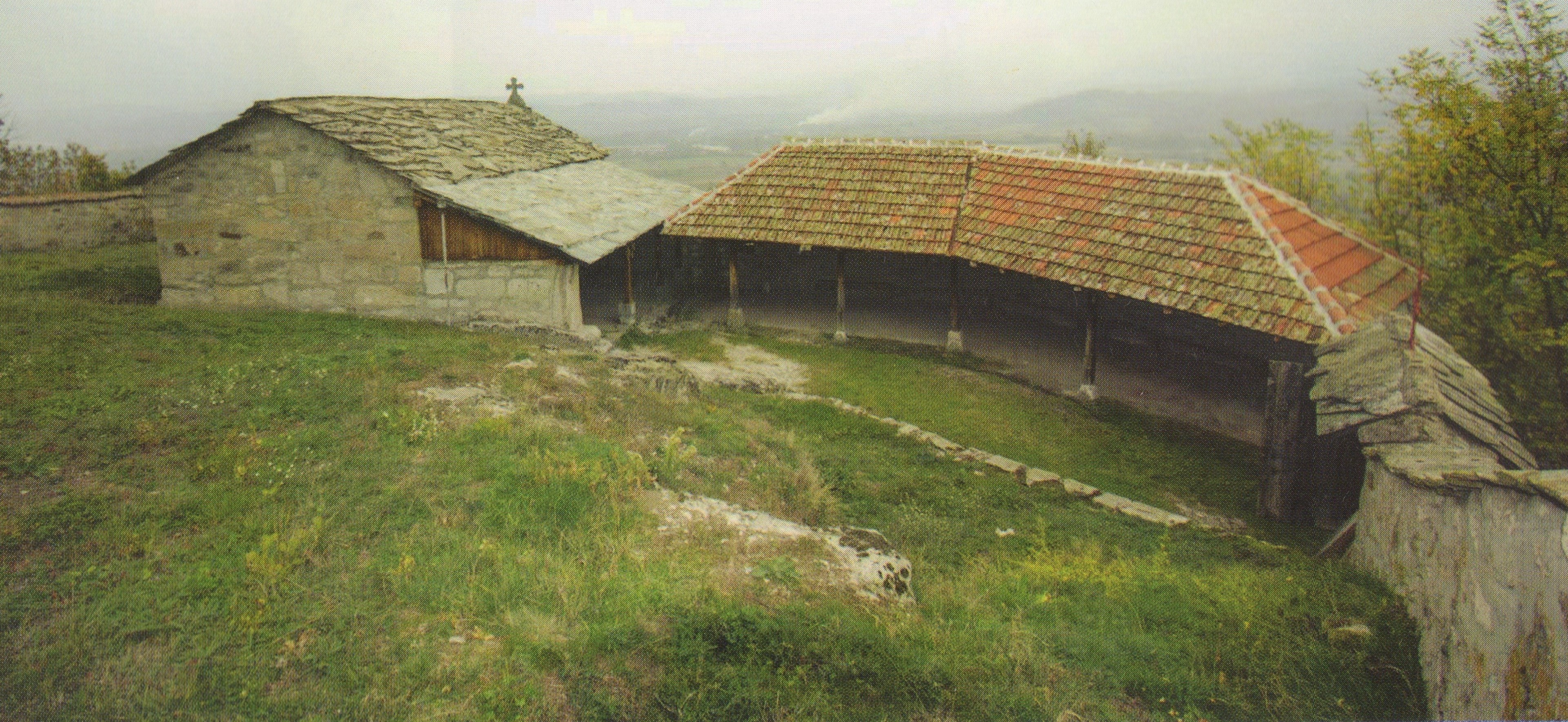
Autre vue de l'église.

L'église est construite au sommet d'une colline dans la partie nord-est du village de Stubal, à 9 km de Vladičin Han. Les côtés nord, sud et ouest sont directement visibles depuis la colline, tandis que le côté est de l'église se trouve sur le bord même de l'escarpement et, de ce fait, il n'est visible que de loin, c'est-à-dire depuis la route qui passe au pied de la colline,.
De dimension modeste, elle mesure 8 × 2,5 m ; elle est construite en pierre avec un toit recouvert de dalles de pierre. Le long du côté sud de l'édifice se trouve un porche avec trois piliers en bois. Elle est constituée d'une nef prolongée par une petite abside demi-circulaire très basse.
À l'intérieur, l'église n'a conservé qu'une seule fresque, représentant la Transfiguration du Christ ; en revanche, elle abrite une iconostase avec 21 icônes.
Au-dessus de la porte d'entrée, on peut lire l'inscription suivante : « Église de la Sainte Transfiguration [consacrée] le 29.2.1870 par l'évêque Pajsije », cette date faisant sans doute référence à la rénovation de l'église plus qu'à sa construction : la bordure de l'inscription indique le nom de son bâtisseur : Stojan P. Kostić, de Stubal. La tradition populaire, quant à elle, attribue la construction de l'édifice à Kraljević Marko (1335-1395), le prince Marko, qui a été de jure roi des Serbes de 1371 à 1395, d'où son surnom d'église de Marko.